# 州城文庙和武庙
州城文庙位于宾川县州城镇。坐东向西，四进院落，占地8000余平方米。文庙始建于明弘治年间，清代重修。清康熙二十年（1681年），重修崇圣祠。清康熙三十九年（1700年），重修文庙金声玉振坊、棂星门、大成殿、乡贤祠、两庑。现存照壁、棂星门、乡贤祠、大成门、两庑、大成殿、崇圣祠，主要建筑系清中后期遗构。大成殿面阔17.7米，进深10.93米，穿斗与抬梁相结合，单檐歇山。

州城武庙紧邻州城文庙，坐北朝南，占地6000多平方米。武庙始建于清康熙初年，建筑风格与文庙类似。现存照壁、山门、两庑、中殿、武成殿。现存主要建筑为清光绪九年（1883年）重建。

2006年5月，宾川文庙及武庙，合为一项“州城文庙与武庙”，公布为第六批全国重点文物保护单位。

## 图片
- 州城文庙棂星门